# 111P/Helin-Roman-Crockett
111P/Helin-Roman-Crockett – kometa krótkookresowa, należąca do grupy komet typu Enckego.

## Odkrycie
Kometa została odkryta 5 stycznia 1989 roku przez Eleanor Helin na płytach fotograficznych Palomar Schmidt wykonanych w Obserwatorium Palomar 2 i 3 stycznia przez Rona Helina, Briana Romana oraz Randy Crockett. Nazwa komety pochodzi więc od nazwisk wszystkich osób mających swój udział w odkryciu.

## Orbita komety i właściwości fizyczne
Orbita komety 111P/Helin-Roman-Crockett mieści się w pasie głównym planetoid. Jej peryhelium znajduje się w odległości 3,70 j.a., aphelium zaś 4,62 j.a. od Słońca. Jej okres obiegu wokół Słońca wynosi 8,49 roku, nachylenie do ekliptyki to wartość 4,23˚.
Z obliczeń wykonanych przez zespół dr. Katsuhito Ohtsuki wynika, że kometa 111P/Helin-Roman-Crockett w latach 1967–1985 była tymczasowym satelitą Jowisza, wykonując wokół niego trzy pełne okrążenia. Jest więc jedną z zaledwie pięciu komet przechwyconych przez największą z planet Układu Słonecznego. Komety tego typu określa się mianem quasi-Hilda od rodziny planetoidy Hilda, której członkowie znajdują się na nietypowych orbitach wskutek oddziaływania Jowisza. Na orbicie wokół Jowisza kometa ta znajdzie się ponownie w latach 2068-2086, wykonując sześć okrążeń wokół niego, a w jeszcze dalszej przyszłości 111P/Helin-Roman-Crockett stanie się kolejnym księżycem tej planety.
Jądro tej komety ma rozmiary około 1,2 km.